# 1946 en photographie
| Années de la photographie : 1943 - 1944 - 1945 - 1946 - 1947 - 1948 - 1949    |
| Décennies de la photographie : 1910 - 1920 - 1930 - 1940 - 1950 - 1960 - 1970 |

Cet article présente les faits marquants de l'année 1946 en photographie.

## Événements
- Création de la Fédération internationale de l'art photographique (FIAP).
- Création à Paris du Groupe des XV, association française qui veut promouvoir la photographie en tant qu'art et attirer l'attention sur la sauvegarde du patrimoine photographique français.
- Réouverture de l'agence photographique française Rapho par Raymond Grosset associé à Charles Rado ; Robert Doisneau intègre l'agence.
- Fermeture de l'agence photographique française Alliance-Photo.
- février : création à Paris de la revue mensuelle Réalités, qui donne une place importante à la photographie[1],[2].
- Les photographes finlandaises Margit Ekman et Eila Marjala créent le studio de photographie Kuvasiskot à Lahti.
- Willy Ronis entre à l'agence Rapho.
- Albert Plécy devient rédacteur en chef de la revue Point de vue – Images du monde.
- Création en France de la Fédération française de la photographie et des métiers de l'image (FFPMI), organisation professionnelle représentative.
- Création aux Pays-Bas de la société Cambo d'appareils photographiques, sous le nom de Technica Hengelo.
- Création en Allemagne de Dacora Kamerawerk, fabricant d'appareils photographiques.
- André Pierrat crée la marque Pierrat d'appareils photographiques aux Lilas en France.
- Création en France d'Atoms, fabrique d'appareils photographiques.
- Création à Milan en Italie de l'entreprise ISO (Industria Scientifica Ottica), fabricant d'appareils photographiques.

## Photographies notables
- juillet : Julia Pirotte prend des photographies des conséquences du pogrom de Kielce commis le 4 juillet contre des résidents juifs de cette ville polonaise, ayant fait 42 morts et 80 blessés[3].
- Première photographie prise dans l'espace avec une fusée V2 qui monte à une altitude de 130 kilomètres.

## Livres de photographies
- Pierre Jahan, La Mort et les statues, texte de Jean Cocteau, Paris, éditions du Compas, 1946 ; édition originale imprimée à 450 exemplaires numérotés[4],[5].
- Yousuf Karsh, Faces of destiny : portraits, New York, Ziff Davis.
- Laure Albin Guillot, La déesse Cypris, 12 photographies de nus, texte de Henry de Montherlant, Paris, H. Colas, 42 p.
- Victoires des Français en Italie. 8 mois de campagne vu par les correspondants de guerre (textes et légendes de Jean-Louis Babelay et Jacques Belin), Paris, Éditions Raymond Schall (lire en ligne) (extrait). Photographies de Jacques Belin, Rémy Méjat, R. Moisy, Albert Plécy, Tourtois, Verdu.

## Études, essais, articles
- (de) Alfred Döblin, « Fotos ohne Unterschrift », Das Kunstwerk, vol. 1, no  12, p. 33[6].

## Festivals et congrès photographiques
- novembre : 1er Salon national de la photographie, Bibliothèque nationale, Paris[7],[8],[9].

## Prix et récompenses
- Le Prix Pulitzer de photographie n'est pas décerné[10].

## Naissances
- 13 mars : Yann Arthus-Bertrand, photographe et réalisateur français.
- 15 mars : John Gossage, photographe américain.
- 30 mars : James Andanson, photographe de presse et paparazzi français, mort le 4 mai 2000.
- 3 avril : Michel Kempf, photographe français.
- 6 juin : Thomas D. Mangelsen, photographe américain spécialiste de la nature et de la vie sauvage.
- 22 juin : Michel Laurent, photojournaliste français, lauréat en 1972 avec Horst Faas du Prix Pulitzer de la photographie d'actualité, tué lors d'un reportage pendant la guerre du Viêt Nam le 27 avril 1975.
- 11 juillet : Chris Killip, photographe britannique, mort le 13 octobre 2020.
- 22 juillet : Eddie Kuligowski, photographe français, lauréat en 1976 du Prix Niépce, mort le 15 janvier 2021.
- 23 juillet : Christian Coigny, photographe suisse.
- 3 août : Gered Mankowitz, photographe britannique.
- 4 août : Eli Reed, photographe américain.
- 7 septembre : David Burnett, photojournaliste américain, lauréat en 1973 du Prix Robert Capa Gold Medal, en 1980 du World Press Photo de l'année et en 2012 du Lucie Award du photojournalisme.
- 11 septembre : Sandy Skoglund, photographe plasticienne américaine.
- 12 septembre ; Jacques Minassian, photographe français.
- 21 septembre : Hiroshi Yamazaki, photographe japonais, lauréat du prix Ina-Nobuo en 2001, mort le 5 juin 2017.
- 29 septembre : Jeff Wall, photographe plasticien canadien.
- 1er octobre : Jury Rupin, photographe ukrainien, l'un des fondateurs du groupe Vremia, mouvement artistique important dans l'école de photographie de Kharkiv, mort le 22 octobre 2008.
- 16 octobre : Bruce Gilden, photographe américain.
- 26 octobre : Pieter Laurens Mol, artiste et photographe néerlandais.
- 2 novembre : Shigeo Gochō, photographe japonais, mort le 2 juin 1983.
- 4 novembre : Robert Mapplethorpe, photographe américain, mort le 9 mars 1989.
- 8 décembre : Jacques Bourboulon, photographe français.
- 15 décembre : Miguel Rio Branco, photographe brésilien.
- 29 décembre : Gilles Peress, photographe de guerre français.

- Date précise inconnue ou non renseignée :
  - Ulrich Hensel, photographe allemand.
  - Friedl Kubelka, photographe et réalisatrice autrichienne.
  - Wayne Maser, photographe américain.
  - Claude Nuridsany, réalisateur et photographe français, lauréat en 1976 du Prix Niépce.
  - Marie Pérennou, réalisatrice et photographe française, lauréate en 1976 du Prix Niépce.
  - Jeffrey Silverthorne (en), photographe américain, mort le 4 juin 2022[11].
  - Kōhei Yoshiyuki, photographe japonais, mort le 29 janvier 2022.

## Décès
- 6 janvier : Adolf de Meyer, photographe d'origine allemande, actif à Londres et à New York, né le 1er septembre 1868.
- 26 janvier : François Joncour, photographe et éditeur de cartes postales français, né en décembre 1871.
- 13 février : Adeline Boutain, photographe et éditrice de cartes postales française, active en Vendée, née le 11 avril 1862.
- 6 mars : Henri Roger-Viollet, ingénieur chimiste et photographe français, né le 30 avril 1869.
- 25 mars : Félix Luib, photographe français, éditeur de cartes postales à Strasbourg, né le 5 juillet 1865.
- 5 juin : James Craig Annan, photographe écossais, mort le 8 mars 1864.
- 23 juin : Thelma Kent, photographe néo-zélandaise, née le 21 octobre 1899.
- 24 juin : Jimmy Hare, photo-journaliste et photographe de guerre anglais actif au Royaume-Uni puis aux États-Unis, né le 3 octobre 1856.
- 13 juillet : Alfred Stieglitz, photographe, galeriste et éditeur américain, né le 1er janvier 1864.
- 29 septembre : Rosō Fukuhara, photographe japonais, né le 16 janvier 1892.
- 17 octobre : Frédéric Boissonnas, photographe suisse actif à Genève, né le 18 juin 1858.
- 24 novembre : László Moholy-Nagy, peintre, photographe plasticien et théoricien de la photographie hongrois, naturalisé américain, né le 20 juillet 1895.

- Date précise inconnue ou non renseignée :
  - Émile Fontaine, alpiniste et photographe, né en 1859.

## Célébrations
Centenaire de naissance
- Ottomar Anschütz
- Manuel Alviach
- Arthur Batut
- Martin Peter Gerlach
- Fitz W. Guerin
- Yasu Kōhei
- Louis-Antonin Neurdein
- Félix Martin-Sabon
- Alexandre Roinachvili

Centenaire de décès
- Madame Gelot-Sandoz